# Enrico Sarria
Enrico Sarria (Napoli, 19 febbraio 1836 – Napoli, 28 gennaio 1883) è stato un compositore italiano.
Studiò al Conservatorio di Napoli e all'età di 17 anni debuttò con la sua prima opera: l'opera buffa Carmosina, che riscosse un ottimo successo.

## Opere
- Carmosina, Napoli, 1853.
- Donna Manuela, 1856.
- Estella, 1858.
- Il babbeo e l'intrigante, 1872, di cui furono date 150 rappresentazioni consecutive.
- Giudetta, 1875.
- La campana dell'eremo, 1875.
- Gli equivoci, Napoli,  1878.